# Skias (Sparta)

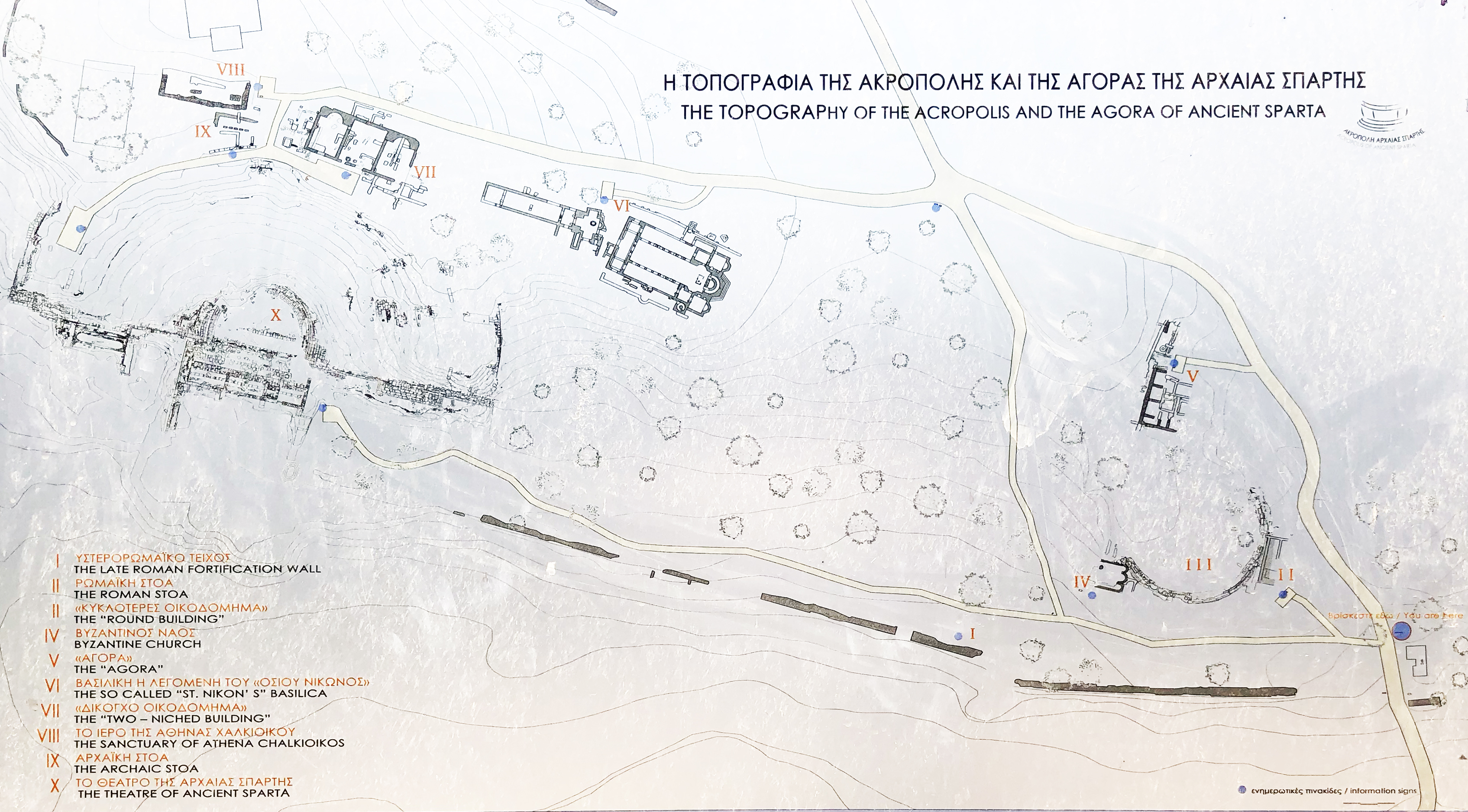
Plan von Sparta, Nr. III von Emanuele Greco vorgeschlagene Lage der Skias

Die Skias (altgriechisch σκιάς skiás „Schattendach“) war ein Versammlungsgebäude im antiken Sparta. Laut Pausanias tagte hier die Ekklesia, die Volksversammlung, der Stadt.